# La batalla de Chile
La batalla de Chile, la lucha de un pueblo sin armas es un documental chileno constituido por una trilogía de películas que relata los eventos ocurridos en Chile entre 1972 y septiembre de 1973. Dirigido por el cineasta chileno Patricio Guzmán, con cámaras y fotografía de Jorge Müller Silva y el argentino Gustavo Moris, fue uno de los últimos documentales de Chile en formato blanco y negro. 

## Estrenos
Fue estrenada en Santiago de Chile en 1997, siete años después del retorno a la democracia. En España, la tercera parte fue estrenada en 1980. En Ecuador se estrenó la tercera parte en 2011, el último debut registrado.
El filme íntegro fue lanzado en DVD en diversos mercados, como Chile, Brasil y Francia, 
En 2018 la Cineteca Nacional de Chile organizó una maratón cinematográfica con esta serie documental.
La pieza ha sido también emitida en televisión abierta en países como Reino Unido. En Chile su primera emisión por televisión abierta fue a través del canal La Red los días 10, 11 y 12 de septiembre de 2021.

## Películas
El documental La batalla de Chile está compuesto por tres películas:
- La insurrección de la burguesía (1975)
- El golpe de Estado (1976)
- El poder popular (1979)

## Nominaciones y premios
La revista norteamericana Cineaste definió este documental como «uno de los diez mejores filmes políticos del mundo». Ganó seis grandes premios en Europa y América Latina y fue distribuida en salas comerciales de 35 países.
- Nominada entre los 10 mejores filmes de América Latina, 1970-1980. Los Angeles Film Critics. Estados Unidos.
- Nominada entre los 5 mejores filmes del Tercer Mundo 1968-1978. Revista Take One (Estados Unidos), 1978.
- Nominada entre los 10 mejores filmes políticos 1967-1987. Revista Cineaste. Estados Unidos.
- Premio Novas Texeira. Asociación de Críticos Cinematográficos. Francia, 1976.
- Gran Premio Festival de Grenoble. Francia, 1975.
- Gran Premio Festival de Grenoble. Francia, 1976.
- Gran Premio del Jurado. Festival Internacional de Leipzig. Alemania, 1976.
- Gran Premio Festival Internacional de Bruselas. Bélgica, 1977.
- Gran Premio Festival Internacional de Benalmádena. España, 1977.
- Gran Premio Festival Internacional de La Habana. Cuba, 1979.